# 德尼奧 (內華達州)
德尼奧（英語：Denio）是位於美國內華達州洪堡縣的普查規定居民點。

## 歷史
德尼奧的郵局自1951年營運至今。

## 人口
根據2020年美國人口普查的數據，德尼奧的面積為1.19平方千米，皆為陸地。當地共有人口34人，而人口密度為每平方千米28.57人。